# Xã Farmington, Quận Washington, Kansas
Xã Farmington (tiếng Anh: Farmington Township) là một xã thuộc quận Washington, tiểu bang Kansas, Hoa Kỳ. Năm 2010, dân số của xã này là 165 người.